# باغ كره (مقاطعة دلفان)
باغ كره (بالفارسية: باغ کره) هي مستوطنة تقع في قسم كاكاوند الغربي الريفي (مقاطعة دلفان) في إيران. يقدر عدد سكانها بـ 153 نسمة .